# فرودگاه صحرایی موئیر
فرودگاه صحرایی موئیر (به انگلیسی: Muir Army Airfield) یک فرودگاه نظامی با کد یاتا MUI است که یک باند فرود آسفالت دارد و طول باند آن ۱۲۰۹ متر است. این فرودگاه در شهر پنسیلوانیا کشور ایالات متحده آمریکا قرار دارد و در ارتفاع ۱۴۹ متری از سطح دریا واقع شده‌است.